# Ferrari 12Cilindri
Ferrari 12Cilindri – samochód sportowy klasy wyższej produkowany pod włoską marką Ferrari od 2024 roku.

## Historia i opis modelu

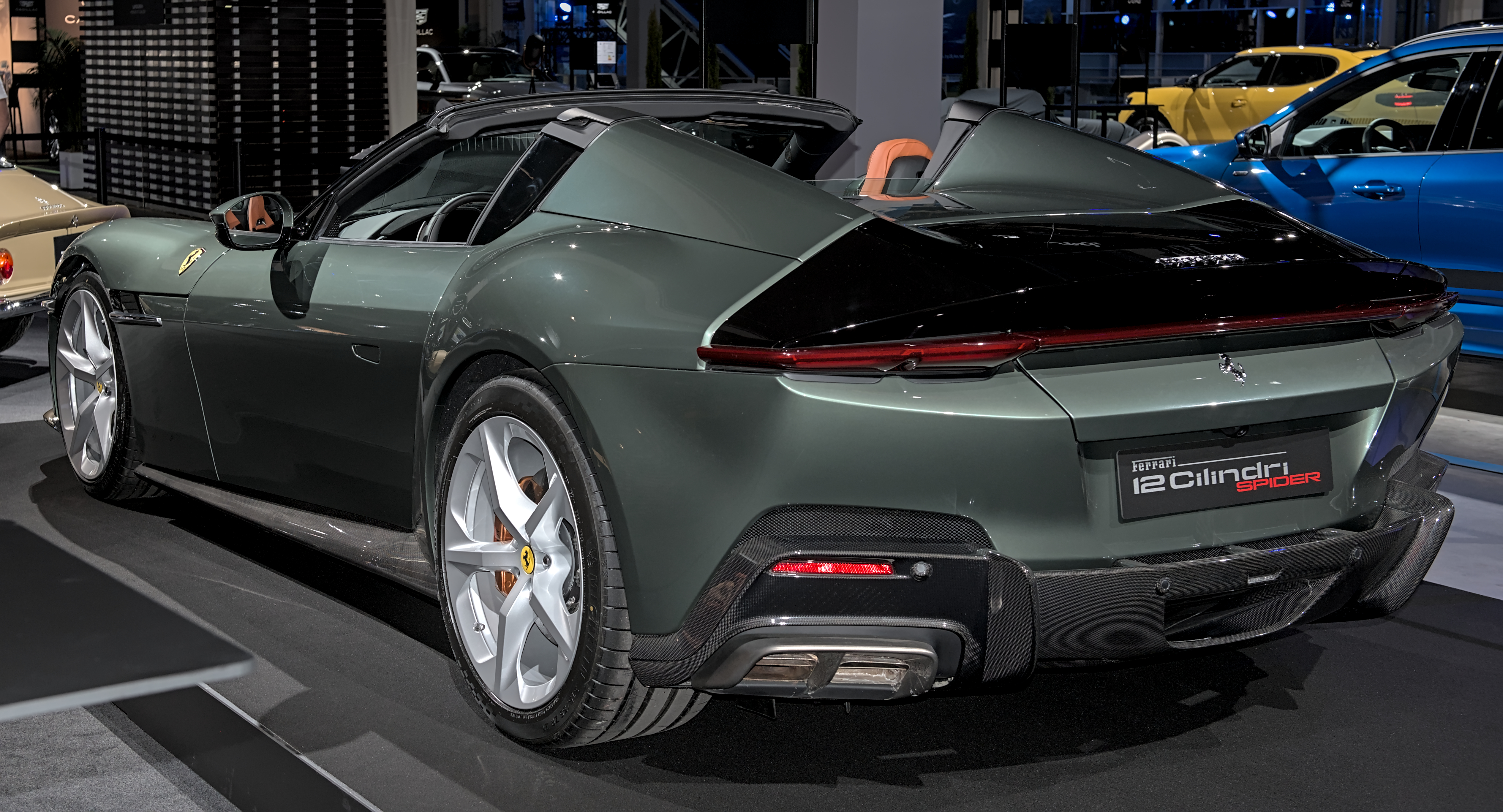
Ferrari 12Cilindri - tył

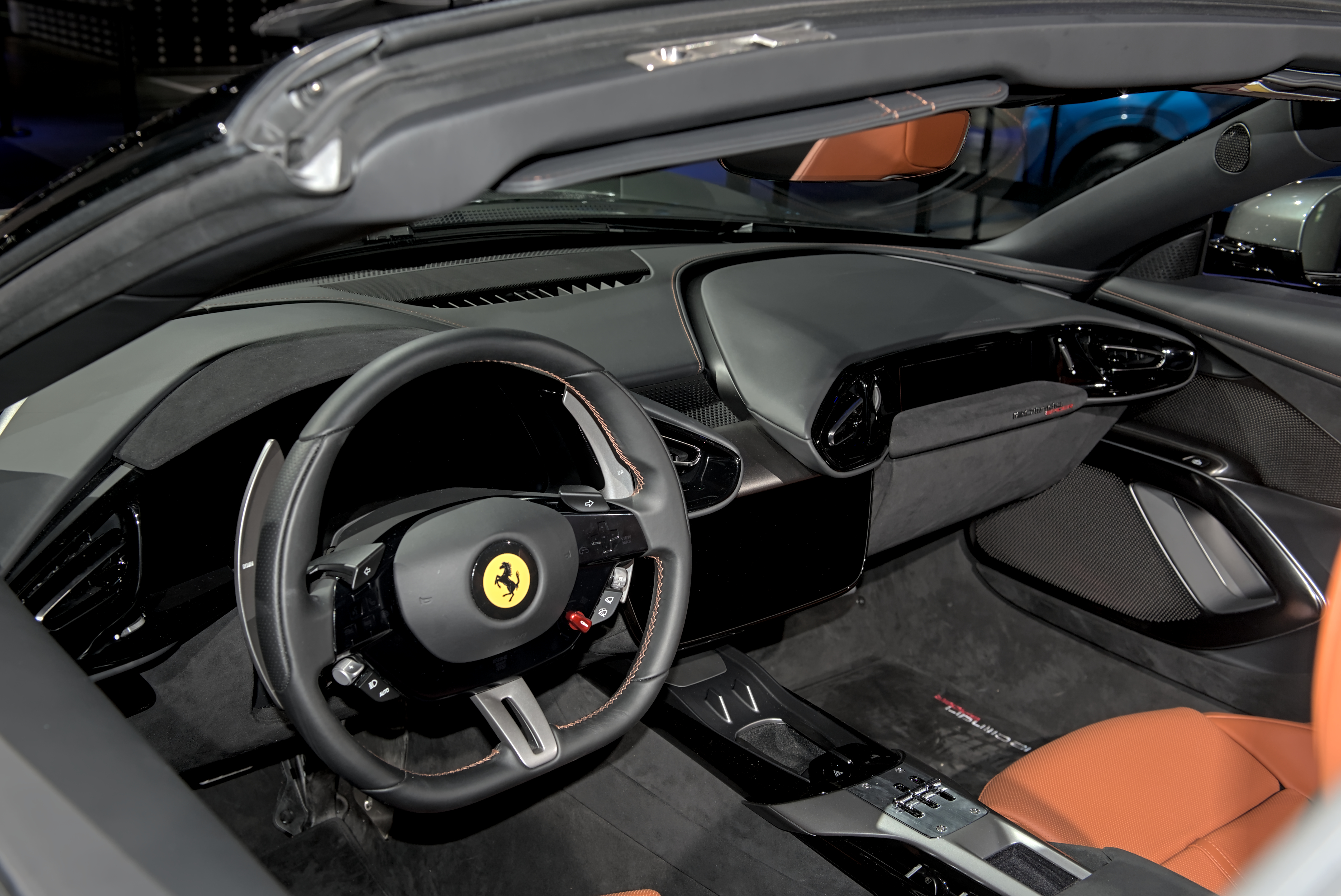
Ferrari 12Cilindri - wnętrze

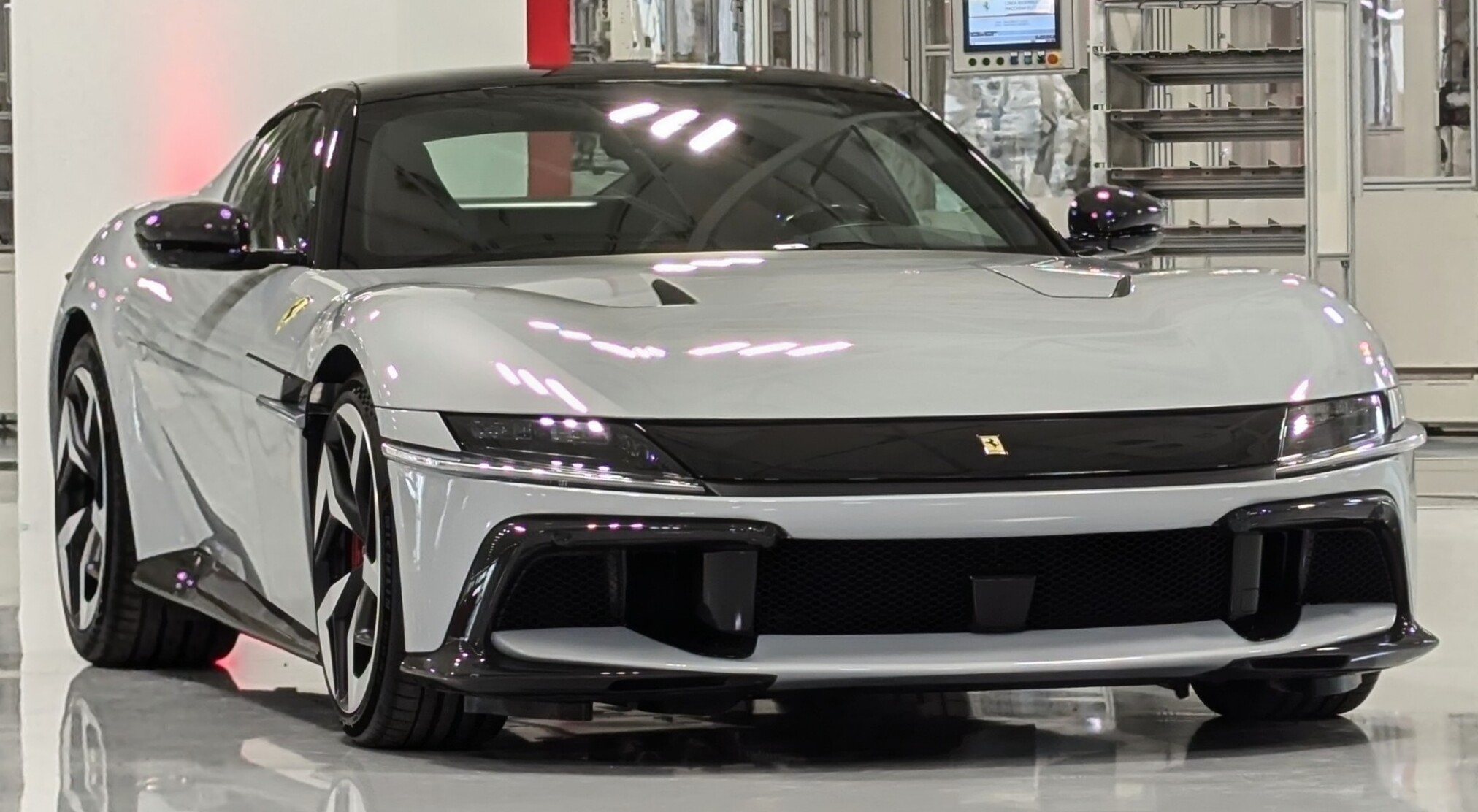
Ferrari 12Cilindri w Maranello

Na początku maja 2024 podczas wydarzenia Grand Prix Miami w Stanach Zjednoczonych Ferrari zaprezentowało po trwających cztery lata pracach konstrukcyjnych nowy model. Zastąpił on produkowane przez dotychczasowe 7 lat 812 Superfast. 12Cilindri zadebiutowało jednocześnie w odmianie z zamkniętym dachem, coupe, jak i z twardym otwieranym dachem o przydomku "spider". Projekt stylistyczny opracował szef biura stylistów Ferrari Flavio Manzoni, nadając 12Cilindri charakterystyczne, dwubarwne malowanie nadwozia. Pojawiło się ono nie tylko w nisko osadzonej przedniej blendzie skrywającej wąskie reflektory, ale i w na tylnej klapie bagażnika stanowiąc optyczne powiększenie powierzchni szklanej.
Choć waga w stosunku do poprzednika wzrosła o 35 kilogramów, tak samochód oparto na aluminiowej platformie wykonanej z lekkich stopów, a także wykorzystano w nim takie rozwiązania jak: system beprzewodowych hamulców, skrętne koła tylnej osi, a także rozbudowany pakiet trybów jazdy zmieniających charakterystykę układu napędowego w zależności od preferencji kierowcy. Kabina pasażerska została utrzymana w tożsamej z innymi obecnymi wówczas w gamie Ferrari wzornictwie, z dwoma segmentami okalającymi kolejno kierowcę i pasażera z niewielkim zestawem przycisków oraz ekranem systemu multimedialnego na środku kokpitu o przekątnej 10,25 cala. Przed kierowcą ulokowano z kolei cyfrowe zegary wyświetlane na kolejnym ekranie, który zyskał przekątną 15,6 cala, a pasażer zyskał własny ekran o przekątnej 8,8 cala.
Zgodnie z nazwą, do napędu Ferrari 12Cilindri wykorzystana został benzynowy silnik typu V12 o pojemności 6,5 litra i mocy 830 KM. Jednostka umożliwiła osiągnięcie do 9500 obrotów na minutę, a maksymalny moment obrotowy wyniósł 658 Nm. Sprint od 0 do 100 km/h wyniósł 2,9 sekundy, do 200 km/h 7,9 sekundy, z kolei prędkość maksymalna wyniosła 340 km/h. Do przeniesienia napędu zastosowano wyłącznie 8-biegową, dwusprzęgłową przekładnię.

### Sprzedaż
W momencie majowej premiery Ferrari wskazało początek dostaw pierwszych sztuk 12Cilindri do nabywców na jesień 2024 roku. Podstawowa specyfikacja samochodu została wyznaczona na 395 tysięcy euro w przypadku odmiany coupe oraz 435 tysięcy euro dla wariantu spider. Producent przedstawił szacunki, według 9 na 10 właścicieli Ferrari 12Cilindri w przeszłości posiadało już inne modele włoskiej firmy.

### Silnik
- V12 6.5l 830 KM